# Step Up (singel)
Step Up – pierwszy singel szwedzkiego piosenkarza Darina z drugiej płyty Darin. Piosenka dotarła do pierwszego miejsca Swedish Singles Chart.

## Pozycje na listach
| Lista (2005) | Pozycja |
| ------------ | ------- |
| Szwecja      | 1       |
| Finlandia    | 9       |